# Museo Pedagógico Nacional
El desaparecido Museo Pedagógico Nacional, nacido como Museo de Instrucción Pública en 1882, e instalado en Madrid, fue una de las primeras instituciones promovidas por la Institución Libre de Enseñanza (ILE). Dirigido desde su creación por Manuel Bartolomé Cossío, supuso una ruptura radical con el método tradicional de la enseñanza y la introducción de nuevas perspectivas en la educación y la Pedagogía. Durante los 59 años de su existencia fue un foro que desarrolló una notable influencia en la renovación de la escuela española. En palabras del propio Cossío:

El Museo de Instrucción Primaria está llamado a ser el órgano por donde en España se introduzcan todos los adelantos que en el orden 
de la primera educación se verifican en los demás países.
Manuel B. Cossío

El 9 de abril de 1941, completando el proceso de depuración del magisterio español realizado por los sublevados en 1936, legalmente establecido con la publicación del Decreto de 8 de noviembre de 1936, el Museo Pedagógico fue desmantelado en su organización científica, pedagógica y administrativa, y su biblioteca, trabajos y material se trasladaron al Instituto San José de Calasanz, dentro de la órbita del CSIC.

## Historia
Pese al fracaso del proceso revolucionario iniciado en septiembre de 1868, y la breve experiencia republicana, los avances sociales en el campo de la educación permanecieron en el sustrato intelectual liberal, aglutinados por la futura Institución Libre de Enseñanza, en pos de una moderna pedagogía que fomentase en España el conocimiento de la pedagogía del extranjero y ayudara a la formación del cuerpo docente del magisterio.
Así, durante el primer gobierno liberal de la Restauración, con Sagasta como presidente y Riaño y Montero como director general de Instrucción Pública, se creó por Decreto Ley de 6 de mayo de 1882 el Museo de Instrucción Pública, que a partir de 1894 se conoció como Museo Pedagógico Nacional, siendo instalado en el mismo edificio de la Escuela Normal (luego Instituto Lope de Vega), entre las calles de San Bernardo y Daoiz, de Madrid. En 1883, Manuel Bartolomé Cossío obtuvo por oposición la plaza de director, puesto en el que permaneció hasta su jubilación en 1929.
A lo largo de la historia del museo se pueden observar tres fases o momentos:
- 1882-1894. Nacimiento y configuración.
- 1894-1932. Esplendor y decadencia.
- 1932-1941. Reestructuración y extinción.

En 1884, presentes en la Conferencia Internacional de Educación en Londres, Giner de los Ríos y Cossío, este último, como director del Museo explica en su discurso que se trata en esencia, de "un Museo Pedagógico, no un Museo escolar: quiero decir con esto que está llamado a servir a la educación de los maestros más que a la de los niños... Ante todo, el Museo debe ayudar a la formación de los educadores, siendo centro y exposición permanente y viva del estado de nuestras escuelas".

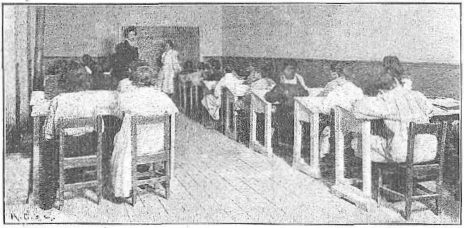
Alumnos en una clase de matemáticas, dada por una profesora de la Institución Libre de Enseñanza. Foto de Christian Franzen publicada en 1903 en la revista Alma Española.

El apogeo del Museo Pedagógico llegó a comienzos del siglo XX, cuando, tras el nombramiento de Rafael Altamira, secretario del mismo entre 1889 y 1897, fue nombrado director general de Primera Enseñanza. Entre 1911 y 1915, incrementó su campo de actividades y la colaboración con organismos afines como la Escuela de Estudios Superiores de Magisterio, la Residencia de Estudiantes, el Museo de Ciencias Naturales y otras extensiones de la JAE (Junta de Ampliación de Estudios). Se multiplicaron los cursos de perfeccionamiento para maestros e inspectores y los viajes al extranjero y becas para de maestros. 
En 1932, el Museo Pedagógico se trasladó a la calle de Montalban, en el edificio construido para la Escuela de Estudios Superiores de Magisterio del Paseo de la Castellana (que también acogió el Colegio Nacional de  Sordomudos y Ciegos y el Patronato de las Misiones Pedagógicas), que más tarde sería ocupado por la Escuela Superior del Ejército. En la actualidad, el edificio aloja el Centro Superior de Estudios de la Defensa Nacional.
La política anti-institucionista desarrollada durante el Bienio Negro, la muerte de Cossío en 1935 y la carrera bélica provocada por el Golpe de Estado de 1936, desarbolaron el Museo y sus objetivos. Concluida la guerra civil española y como centro que reflejaba el espíritu de la ILE, el Museo estaba condenado a desaparecer. Con la creación, el 29 de marzo de 1941, del Instituto San José de Calasanz se borró todo rastro de su organización científica y administrativa, pasando los fondos que no fueron “depurados” al Instituto de Pedagogía, dependiente del Consejo Superior de Investigaciones Científicas (CSIC). Más tarde, desaparecido dicho Instituto, la biblioteca fue cedida por el CSIC en 1987 a la Residencia de Estudiantes.

## Objetivos y contenidos
- Creación de bibliotecas (la central fija y otras itinerantes);
- publicación de un Boletín Pedagógico;[nota 3]
- ámbito para un laboratorio de Antropología Pedagógica;
- promoción de cursos de formación del profesorado y cursos de pedagogía general;
- organización de ciclos de conferencias, monográficos pedagógicos cursillos de trabajos manuales y técnicas psicopedagógicas;
- organización de Colonias Escolares (a partir de 1887).

## Cuadro rector y administrativo
Junto a Manuel Bartolomé Cossío y Domingo Barnés en la dirección, fueron claves en la organización del Museo Ricardo Rubio, pionero con Cossío desde su creación, Rafael Altamira y Pedro Blanco Suárez, como secretarios, Luis Gutiérrez del Hoyo, responsable de la biblioteca, y Luis Simarro e Ignacio Bolívar, que colaboraron en cursos de formación, y Lorenzo Luzuriaga, en las tareas de inspección técnica de primera enseñanza.

## Colecciones del Museo
Conforme a las directrices del reglamento se crearon varias colecciones de materiales de enseñanza: a) material didáctico para las distintas disciplinas, tales como mapas, láminas o encerados; b) proyectos y planos de construcciones escolares; c) mobiliario escolar; d) trabajos escolares; e) muestras de caligrafía española; f) trabajos de aguja (especialmente bordados). Esta última colección fue posible a partir de los donativos de coleccionistas y conocedores del arte popular, como Emilia de Gayangos, Juan Facundo Riaño o el conde de Valencia de Don Juan.

## Biblioteca
Reconocida por el Instituto Internacional de Cooperación Intelectual, al ser propuesta en 1934 como Centro de Documentación Español, la biblioteca del Museo Pedagógico Nacional puso en marcha tres secciones circulantes: obras de pedagogía, obras de cultura general y colecciones de revistas,  pedagógicas. Más tarde, en la década de 1920 se abrió otro servicio circulante para niños con libros de literatura, viajes, historia, etc. Además de profesores y maestros, sus principales usuarios fueron estudiantes de la Universidad Central de Madrid, de escuelas normales y de la Escuela Superior de Magisterio y de institutos de segunda enseñanza.
Partiendo del material procedente del Congreso Pedagógico Nacional de 1882, en 1887, la Biblioteca del Museo aumentó su contenido con parte de los fondos del Ministerio de Fomento. Una orden ministerial de 1895, dispuso que el Museo se hiciera cargo de la biblioteca formada por la Dirección General de Instrucción Pública con todos los libros de texto publicados hasta el momento. Su continuo crecimiento la llevaría a ser la segunda biblioteca de Madrid con mayor número de lectores, después de la Biblioteca Nacional de Madrid. Desde la última década del siglo XX, la Biblioteca del Museo Pedagógico se conserva en la Residencia de Estudiantes. Está compuesta de cerca de 35 000 libros, 300 títulos de revistas y más de 10 000 folletos.